# Episodi di Amiche mie
Gli episodi di Amiche mie andarono in onda in prima visione su Canale 5 nel 2008.
| nº | Titolo                    | Prima TV Italia  |
| -- | ------------------------- | ---------------- |
| 1  | Il coraggio di cambiare   | 5 novembre 2008  |
| 2  | Tradimenti                | 5 novembre 2008  |
| 3  | Come una cernia           | 12 novembre 2008 |
| 4  | In principio era il sesso | 12 novembre 2008 |
| 5  | Al di là dei sogni        | 19 novembre 2008 |
| 6  | Giù la maschera           | 19 novembre 2008 |
| 7  | Le verità nascoste        | 26 novembre 2008 |
| 8  | In mezzo al mare          | 26 novembre 2008 |
| 9  | Questi fantasmi           | 3 dicembre 2008  |
| 10 | Fa' la cosa giusta        | 3 dicembre 2008  |
| 11 | Mea culpa                 | 7 dicembre 2008  |
| 12 | Io non ho paura           | 7 dicembre 2008  |

## Il coraggio di cambiare
- Diretto da: Paolo Genovese
- Scritto da: Paola Fossataro, Rita Rusić

### Trama
Il primo episodio inizia con la voce narrante del dottor G, il medico a cui tutte le donne si rivolgono per i propri problemi di tipo sessuale e ginecologico, che sta lavorando al suo nuovo romanzo che parla di rapporti di coppia e sentimenti.
Anna in famiglia si interroga sulla sua vita e il suo futuro e si sente sempre più persa, sempre più sola e incompresa, tanto che si chiude in bagno pronta ad ingoiare una serie di pillole, ma all'ultimo le getta via e si dice che deve assolutamente avere il coraggio di cambiare, quindi dice al marito di rimanere solo loro due per il weekend, mentre il resto della famiglia parte. Il marito interpreta male la cosa e vorrebbe copulare con lei nel bagno nello stesso momento.
C'è poi Marta, il mezzobusto del Tg News locale che, in attesa della diretta le viene passata una chiamata con il cellulare e dall'altra parte sente ansimare il marito Paolo, chiaramente a letto con un'altra. Marta ha una crisi isterica che deve però subito ridimensionare perché inizia la diretta.
Francesca è seduta alla scrivania della sua agenzia di organizzazione di eventi mentre con il telefonino scatta una foto di nascosto al suo super sexy reggicalze, successivamente la scopriamo tra le braccia dell'aitante, e più giovane di lei di quindici anni, Giacomo a sua volta sposato, ma ancora non sa che la moglie aspetta un bambino.
Grazia invece è sposata felicemente con un ricco imprenditore Federico, che prima di recarsi al lavoro informa la moglie che ha una cosa importante da dirle e la invita a pranzo in un lussuoso albergo.
Anna intanto giunta alla stazione all'ultimo non sale sul treno insieme alla sua famiglia e con il cane si avvia verso quella che lei spera la sua nuova vita, arriva tutta trafelata a Milano intenzionata a conoscere il suo idolo, il dottor G alias Giorgio, arriva al suo studio e cerca di parlare con lui ma la segretaria, attempatella e in procinto di sposarsi sta selezionando candidate per il suo posto, così Anna ne approfitta e compila anche lei la domanda di assunzione.
Francesca si incontra con il giovane amante e copulano, dopo felici e appagati si promettono di lasciare i rispettivi partner, Francesca però affronta il freddo e glaciale marito Carlo, anche lui reo di averla tradita in passato e gli comunica la sua intenzione di divorziare, a nulla servono le parole di lui per farla desistere dalla sua decisione.
Marta continua a tormentarsi per Paolo dopo la telefonata di lui a letto con un'altra, continua a lasciargli messaggi in segreteria perché lui non le risponde, forse teme di imbattersi in una delle sue scenate isteriche, trovandosi in macchina, Marta urla nell'auricolare l'ennesimo messaggio in segreteria non si accorge di avere Anna alle spalle e la investe con la macchina, accorrono lei e Giorgio, per Anna sembra quasi un sogno trovarsi faccia a faccia con il dottor G.
Marta e Anna fanno amicizia e Marta la invita alla festa per i quarant'anni di Francesca, giunti tutti alla festa, incontrano i due organizzatori che lavorano per Francesca ovvero Furio ed Ennio che si sbattono letteralmente perché tutto funzioni a meraviglia, ma Anna si addormenta a causa della stanchezza per il viaggio e senza volerlo rovina il momento della sorpresa, Francesca entra in casa con Giacomo stupendo tutti i presenti a cui ovviamente spiegherà come stanno le cose.
Federico comunica a Grazia di aver ricevuto un'importante promozione e dovranno però trasferirsi a Roma tutti insieme, sulle prime scioccata dalla notizia la donna accetta di buon grado la notizia e si prepara al trasferimento.
Anna si trasferisce con Marta e deve sopportare le sue continue crisi isteriche, non ultima il suo tentato suicidio quando sale sul cornicione del palazzo.
Francesca scopre suo malgrado il motivo per cui il suo giovane amante è improvvisamente sparito, lui ha saputo della gravidanza della moglie e non sapeva cosa fare, lei lo molla subito e senza possibilità di ritorno.
- Ascolti Italia: telespettatori 4 507 000 – share 16,80%[1]